# Ясная Поляна (Васильевский район)
Ясная Поляна (укр. Ясна Поляна) — село,
Орлянский сельский совет,
Васильевский район,
Запорожская область,
Украина.
Код КОАТУУ — 2320984405. Население по переписи 2001 года составляло 88 человек.

## Географическое положение
Село Ясная Поляна находится на расстоянии в 4 км от села Орлянское.
По селу протекает пересыхающий ручей с запрудой.
Рядом проходит железная дорога, станция Орлянка в 4-х км.

## История
- 1795 год — дата основания.